# Deltochilum luederwaldti
Deltochilum luederwaldti là một loài bọ cánh cứng trong họ Bọ hung (Scarabaeidae).